# Jezioro Sobąckie
Jezioro Sobąckie (Sobackie) (kaszb. Jezoro Sobącczé) – jezioro przepływowe jezioro rynnowe na Pojezierzu Kaszubskim ("Polaszkowski Obszar Chronionego Krajobrazu") w powiecie kościerskim (województwo pomorskie) na wysokości 135 m n.p.m.
Powierzchnia całkowita: 91,1 ha, maksymalna głębokość: 28,4 m. Akwen jeziora stanowi część zespołu jezior Polaszkowskich.